# Persone di cognome Romero
| Questa pagina contiene informazioni ricavate automaticamente dalle voci biografiche con l'ausilio del template Bio e di un bot. L'aggiornamento è periodico e automatico e ricostruisce completamente la pagina. Se manca una persona in questa lista, sei pregato di non aggiungerla, ma accertati piuttosto che la sua voce biografica contenga il template Bio e che i dati anagrafici siano correttamente compilati. Se il template Bio manca, inseriscilo tu stesso o, in alternativa, metti l'avviso {{tmp\|Bio}} che ne segnala la mancanza. Se i dati riportati sono sbagliati, correggi direttamente la voce biografica; le modifiche saranno visibili in questa lista entro pochi giorni. Per chiarimenti vedi il progetto antroponimi. La lista contiene solo le 60 persone che sono citate nell'enciclopedia e per le quali è stato implementato correttamente il template Bio. Pagina aggiornata al 23 giu 2025. |

Questa è una lista di persone presenti nell'enciclopedia che hanno il cognome Romero, suddivise per attività principale.

## Allenatori di calcio(1)
- Sebastián Ariel Romero, allenatore di calcio e ex calciatore argentino (Berisso, n. 1978)

## Allenatori di pallacanestro(1)
- Vladimiro Romero, allenatore di pallacanestro angolano (Luanda, † 1999)

## Alpinisti(1)
- Jordan Romero, alpinista statunitense (Redlands, n. 1996)

## Arcivescovi cattolici(1)
- Francisco Romero, arcivescovo cattolico italiano (Valladolid, n. 1596 - Vigevano, † 1635)

## Attori(1)
- Carlos Romero, attore statunitense (Hollywood, n. 1927 - Ferndale, † 2007)

## Attori pornografici(1)
- Alessio Romero, attore pornografico messicano (Città del Messico, n. 1971)

## Attrici(2)
- Aloma Romero, attrice, ballerina e cantante spagnola (Barcellona, n. 1988)
- Chanda Romero, attrice filippina (Cagayan de Oro, n. 1954)

## Autori di videogiochi(1)
- John Romero, autore di videogiochi statunitense (Colorado Springs, n. 1967)

## Baritoni(1)
- Angelo Romero, baritono italiano (Cagliari, n. 1940)

## Calciatori(26)
- Andrés Fabricio Romero, ex calciatore argentino (Cordoba, n. 1989)
- Blas Romero, ex calciatore paraguaiano (San Lorenzo, n. 1966)
- Braian Romero, calciatore argentino (San Isidro, n. 1991)
- Carlos Romero, calciatore uruguaiano (n. 1927 - † 1999)
- Cristian Romero, calciatore argentino (Córdoba, n. 1998)
- Emiliano Daniel Romero, ex calciatore argentino (Sarandí, n. 1985)
- Erwin Romero, ex calciatore boliviano (Camiri, n. 1957)
- Nicolás Romero, calciatore argentino (Chumbicha, n. 2003)
- Franco Romero, calciatore argentino (La Plata, n. 2000)
- Gerardo Romero, calciatore paraguaiano (n. 1906)
- Jonahan Romero, calciatore statunitense (Fairfax, n. 1988)
- Jorge Lino Romero, ex calciatore paraguaiano (Luque, n. 1932)
- José David Romero, calciatore argentino (Corrientes, n. 2003)
- Juan Ángel Romero, calciatore paraguaiano (Asunción, n. 1934 - Elche, † 2009)
- Juan Pablo Romero, calciatore argentino (Elortondo, n. 1998)
- Lucas Romero, calciatore argentino (Loma Hermosa, n. 1994)
- Luis Alberto Romero, ex calciatore uruguaiano (Canelones, n. 1968)
- Matías Romero, calciatore argentino (San Miguel de Tucumán, n. 1996)
- Mauricio Romero, ex calciatore argentino (La Pampa, n. 1983)
- Maximiliano Romero, calciatore argentino (Moreno, n. 1999)
- Nazareno Romero, calciatore argentino (Esteban Echeverría, n. 2000)
- Pedro Romero, calciatore messicano (n. 1937 - † 2018)
- Rodrigo Romero, ex calciatore paraguaiano (n. 1982)
- Sergio Romero, calciatore argentino (Bernardo de Irigoyen, n. 1987)
- Silvio Romero, calciatore argentino (Córdoba, n. 1988)
- Zaid Romero, calciatore argentino (Mendoza, n. 1999)

## Canottiere(1)
- Rebecca Romero, canottiera, pistard e ciclista su strada britannica (Carshalton, n. 1980)

## Cantanti(1)
- Ronnie Romero, cantante cileno (Santiago del Cile, n. 1981)

## Chitarristi(2)
- Ángel Romero, chitarrista spagnolo (Malaga, n. 1946)
- Pepe Romero, chitarrista spagnolo (Malaga, n. 1944)

## Dirigenti sportivi(1)
- Attilio Romero, dirigente sportivo e dirigente d'azienda italiano (Torino, n. 1948)

## Disc jockey(1)
- Harry Romero, disc jockey statunitense

## Giocatori di calcio a 5(1)
- Gustavo Romero, giocatore di calcio a 5 argentino (n. 1968 - Rosario, † 2015)

## Hockeisti su pista(1)
- Ariel Romero, hockeista su pista argentino (San Juan, n. 1986)

## Militari(2)
- Giovanni Romero, militare italiano (Mortara, n. 1841 - battaglia di Adua, † 1896)
- Julián Romero, militare spagnolo (Huélamo, n. 1518 - Felizzano, † 1577)

## Modelle(1)
- Ariadna Romero, modella, showgirl e attrice cubana (Fomento, n. 1986)

## Musiciste(1)
- Palmolive, musicista spagnola (Melilla, n. 1954)

## Pallavolisti(1)
- Guillermo Romero, pallavolista messicano (Monterrey, n. 1988)

## Pianisti(1)
- Aldemaro Romero, pianista, compositore e arrangiatore venezuelano (Valencia, n. 1928 - Caracas, † 2007)

## Pugili(1)
- Luis Jorge Romero, ex pugile cubano

## Registi(3)
- Eddie Romero, regista e sceneggiatore filippino (Dumaguete, n. 1924 - Quezon City, † 2013)
- George A. Romero, regista e sceneggiatore statunitense (New York, n. 1940 - Toronto, † 2017)
- Manuel Romero, regista cinematografico e sceneggiatore argentino (Buenos Aires, n. 1891 - Buenos Aires, † 1954)

## Snowboarder(1)
- Álvaro Romero, snowboarder spagnolo (n. 2003)

## Umoristi(1)
- Berto Romero, umorista spagnolo (Manresa, n. 1974)

## Wrestler(4)
- Mike Rome, wrestler statunitense (San Diego, n. 1981)
- Chris Youngblood, wrestler statunitense (Amarillo, n. 1966 - Portland, † 2021)
- Mark Youngblood, ex wrestler statunitense (Amarillo, n. 1963)
- Jay Youngblood, wrestler statunitense (Fontana, n. 1955 - Parkville, † 1985)